# 小椋佳
小椋佳（1944年1月18日—）是一位日本歌手、词曲作家、作曲家，他从东京大学毕业后，他还在第一勸業銀行当过职员。他的音乐生涯是与在银行的工作同步发展的。
小椋佳的代表作包括《告别青春》（さらば青春）和《我们的旅程》（俺たちの旅）。他還會将自己的作品赠予其他歌手演唱。